# عبد الرحمن دندشي
عبد الرحمن دندشي (1 أكتوبر 1989 - ) هو مُقدّم برامج ومخرج ومنتِج أفلام قصيرة ومُخرج تلفزيوني سوري اشتَهر بتقديم برنامجه اليوتيوبي حمصوود الذي يتناول فيه انتقاد الدراما السورية بشكلٍ خاصّ بطريقة ساخرة.

## حياته
وُلِد عبد الرحمن دندشي في 1 أكتوبر 1989 ونمى في مدينة الخبر في المملكة العربية السعودية حيثُ كان والده يعمل هناك. ثمّ عاد إلى مسقط رأسه في حمص في سوريا. ودرس الإخراج السينيمائي في أكاديمية خاركيف الحكومية الثقافية في خاركيف أوكرانيا وتخرّج منها عام 2013. ليعود ويعمل كمخرج سينيمائي في مدينة اسطنبول في تركيا.

## حياته العملية

### قبل حمصوود
انتقل الدندشي بعد تخرّجه إلى تركيا، وكان أوّل عمل له فيلمٌ قصير بعنوان أطفال غزّة في الحرب، ثُمّ غيّر مساره المهني وانتقل إلى اليوتيوب، فأنتج ثلاث أفلام قصيرة هي السوريون في العام الجديد، وعرس سوري، وأرجوحة الأمل.

### حمصوود
حمصوود Homswood كلمة مُشتقّة من كلمة هوليوود السينمائية واسم مدينة حمص السورية. افتَتحت قناة حمصوود على اليوتيوب في أبريل/نيسان 2015 وبدأ عرض أولى الحلقات فيها. يتناول البرنامج في موضوعه الدراما السورية وينتقدها بطريقة كوميدية ساخرة ويتراوح طول الحلقة بين 10 إلى 20 دقيقة. لاقى البرنامج نجاحاً جيّداً ومجموع مشاهدات أكثر من 3 ملايين. وصار ذو تأثير على الوسط الفنّي في الدراما السورية.
بدأ دندشي بالعمل مع أخيه في حمصوود. وبعد النجاح الذي حقّقه وقّع عقداً مع ميتافورا للإنتاج لإنتاج حلقات البرنامج. وقد انتُقِدَ البرنامج من قِبَل مُمثّلين وشركات إنتاج أخرى، وتعرض البرنامج لمحاولات كثيرة لإيقافه. وأغلِقت القناة عدّة مرات في اليوتيوب بسبب قانون حماية الملكية الفكرية، ويعتبر البرنامج أول برنامج يوتيوبي سوري كوميدي ساخر يجمع حوله أعدادًا كبيرة من المتابعين، ويحشد حملات تضامن واسعة النطاق، شارك فيها العديد من الفنانين السوريين أيضًأ.

## أعماله
- أطفال غزّة في الحرب، فيلم قصير.
- السوريون في العام الجديد، فيلم قصير.
- عرس سوري، فيلم قصير.
- أرجوحة الأمل، فيلم قصير.
- حمصوود، برنامج على اليوتيوب.
- ألف باء تركيا، برنامج تلفزيوني.